# Jerzy Nalepa
Jerzy Nalepa, född 29 juli 1926 i Kraszewice, var en polsk historiker och språkvetare som specialiserade sig på medeltida, slavisk forskning. Han fokuserade främst på diverse språkliga och historiska ursprung av slaver och polacker. Han var emeritus professor vid Lunds universitet i Sverige och medlem av den polska akademin för konst och vetenskap. 

## Utmärkelser, ledamotskap och priser
- Ledamot av Vetenskapssocieteten i Lund (LVSL, 1975)[2]